# Bernhard von Schleswig-Holstein-Sonderburg-Plön
Bernhard von Schleswig-Holstein-Sonderburg-Plön (* 31. Januar 1639; † 13. Januar 1676 in Plön) war ein deutsch-dänischer General. Er war der vierte Sohn von Joachim Ernst, dem regierenden Herzog von Holstein-Plön, und dessen Frau Dorothea Augusta von Gottorf und wurde militärisch ausgebildet.

## Leben
1672 wurde er der Kommandeur der braunschweigisch-lüneburgischen Infanterie, die unter Rabenhaupt die Stadt Groningen gegen  die Münsterländer Truppen des Fürstbischof Christoph Bernhard von Galen verteidigten. Bernhard von Holstein-Plön befehligte das Fußvolk, Ernst von Stolzenburg die Reiterei. (1674 nahm ein Bruder teil an der Schlacht bei Seneffe. Die Truppen wurden bezahlt von Juan Domingo de Zuñiga y Fonseca. So kam dieser als Oberst in spanische Dienste und wurde katholisch!)
Im August 1675 kam er zurück nach Plön. 1675 musste das Haus Holstein-Gottorp Oldenburg und Delmenhorst den Dänen überlassen. Am 25. Oktober 1675 wurde er dänische Generalmajor, als Christian V. mit dem Pommernfeldzug 1675/76 gegen Schweden beschäftigt war. Am 8. Januar 1676 starb er an einem plötzlichen Fieber in Plön. Johann Adolf, sein älterer Bruder, wurde sein Nachfolger als Oberfeldmarschall der dänischen Truppen in Pommern.